# 山本泰弘 (俳優)
山本 泰弘（やまもと やすひろ、1971年1月5日 - ）は、日本の俳優。神奈川県出身。身長164cm。劇団ブラボーカンパニー、株式会社フレグランスプロダクション所属。